# Peribatodes rebeli
Peribatodes rebeli là một loài bướm đêm trong họ Geometridae.